# فرنسيس كارليل
فرنسيس كارليل (بالإنجليزية: Francis Carlyle)‏ هو ساحر استعراضي أمريكي، ولد في 17 سبتمبر 1912 في بوسطن في الولايات المتحدة، وتوفي في 27 ديسمبر 1975.